# Sakae (Nagano)
Sakae (栄村 Sakae-mura?) es una villa en la prefectura de Nagano, Japón, localizada en la parte centro-oeste de la isla de Honshū, en la región de Chūbu. El 1 de marzo de 2021 tenía una población estimada de 1623 habitantes y una densidad de población de 6 personas por km².

## Geografía
Sakae se encuentra en el noreste de prefectura de Nagano, bordeada por la prefectura de Gunma al este y la prefectura de Niigata al norte. La villa está ubicada en una zona de inviernos severos con nevadas extremadamente fuertes. El río Chikuma fluye de oeste a este a través de la parte norte de la aldea. El monte Naeba (2145 metros) está en el límite de la villa con la prefectura de Niigata.

## Historia
El área de la actual Sakae era parte de la antigua provincia de Shinano. La aldea de Minochi en el distrito de Shimominochi y Sakai en el distrito de Shimotakai se establecieron el 1 de abril de 1889. Las dos aldeas se fusionaron el 30 de septiembre de 1956 para formar Sakae.

## Demografía
Según los datos del censo japonés, la población de Sakae ha disminuido en los últimos 50 años.
| Gráfica de evolución demográfica de Sakae entre 1940 y 2015 |
|                                                             |
| Oficina de Estadísticas de Japón                            |